# 1425 Tuorla
1425 Tuorla (1937 GB) là một tiểu hành tinh vành đai chính được phát hiện ngày 3 tháng 4 năm 1937 bởi Kustaa Inkeri ở Turku.